# Литьё по газифицируемым моделям
Литьё по газифицируемым моделям (ЛГМ) — способ получения отливок, использующий модель, изготовленную из материала, который газифицируется при заливке расплавленного металла в литейную форму. Самым распространённым материалом для моделей является пенополистирол.
Литьё по газифицируемым моделям как новый технологический процесс появился в середине 1950-х годов. Его главным назначением было повысить точность литья при значительном уменьшении затрат на оборудование и материалы по сравнению с технологией литья по выплавляемым моделям.

## Преимущества
| № п.п. | Показатель                                    | ПФ    | ХТС      | ВПФ     | ЛВМ     | ЛГМ     |
| ------ | --------------------------------------------- | ----- | -------- | ------- | ------- | ------- |
| 1      | Точность (макс), класс по ГОСТ 26645-85       | 6…7   | 5…6      | 6…7     | 4…5     | 3…4     |
| 2      | Шероховатость (min, Ra) по ГОСТ 26645-85      | 10…16 | 6,3…10,0 | 3,2…6,3 | 3,2…5,0 | 3,2…6,3 |
| 3      | Расход формовочных материалов/энергоносителей | 1/1   | 2…4      | 0,2…0,5 | 5…10    | 0,2…0,5 |
| 4      | Трудоемкость                                  | --    | 0,7…0,9  | 1,1…1,2 | 2,3…2,5 | 0,2…0,8 |
| 5      | Стоимость модельной оснастки                  | --    |          |         | 2…5     | 2…5     |
| 6      | Затраты на организацию производства           | --    | 1,1…1,2  | 1,1…1,2 | 1,5…3,0 | 1,8…2,0 |

Затраты на организацию производства ЛГМ, включают в себя проектирование и изготовление пресс-форм.
Технология ЛГМ позволяет получать отливки весом от 10 грамм до 2000 килограмм с чистотой поверхности Rz40, размерной и весовой точностью до 7 класса (ГОСТ Р 53464-2009).
Материалы отливок:
- практически все марки чугунов от СЧ15 до ВЧ50, износостойкие
- стали, от простых углеродистых ст. 20-45 до высоколегированных, теплостойких и жаропрочных
- практически все литейные марки бронз, латунь, алюминий.

Технология ЛГМ продолжает активно развивается во всем мире, но многие российские компании продолжают использовать устаревшие методы литья — более дорогие, требующие больше усилий и времени. Внедрению современного способа литья по ЛГМ мешает недостаток информации и укоренившиеся стереотипы.

## Технологический цикл

### Изготовление моделей
Для изготовления моделей используется литейный полистирол мелких фракций 0,3 мм — 0,9 мм. (в зависимости от габаритов детали). Полистирол предварительно подвспенивается на паровой ванне и просушивается. В пресс-формы задувается подвспененный полистирол, пресс-формы устанавливают в автоклав и выдерживают до спекания гранул полистирола. Затем охлаждают и достают готовые модели. Другой способ изготовления моделей — на модельных автоматах, что повышает производительность в 2-4 раза.

### Формирование куста и окраска моделей
Модели собираются в блоки (кусты) склеиванием, либо припаиваются. Окраска блоков моделей производится в 1 слой специальным противопригарным покрытием путём окунания в ванну, либо при сложной конфигурации отливок, обливом. Сушка окрашенных блоков производится в камере при температуре 40-60°С в течение 2-3 часов.

### Формовка
Формовка блоков моделей производится в специальные опоки на вибростоле постепенной засыпкой песком, либо послойно.

### Подача опок на заливочный участок
Заформованные опоки подаются на заливочный участок. Опоки подсоединяются к вакуумной системе. Наверх формы укладывается полиэтиленовая плёнка. После включения вакуумного насоса и системы очистки газов, формовочный песок приобретает необходимую прочность.

### Заливка металла
Заливка металла производится прямо в полистирольные стояки. Горячий металл выжигает (газифицирует) полистирол и занимает его место. Выделяющиеся газы отсасываются через слой краски в песок вакуумной системой. Металл точно повторяет форму полистирольного блока с моделями.

### Охлаждение отливок
Залитые блоки моделей остывают в песке от 5 минут до нескольких часов в зависимости от толщины отливки, массы детали и технических условий, оговорённых технологическим процессом.

### Отрезка и очистка деталей
После извлечения блоков из опоки и отрезки отливок от литниковой системы, они проходят очистку от остатков антипригарного покрытия.

## Влияние на экологию
| Отходы            | Традиционный метод | ЛГМ-процесс |
| ----------------- | ------------------ | ----------- |
| Пыль              | 50 кг              | 16          |
| Окись углерода    | 250 кг             | -           |
| Окись серы        | 1,5-2 кг           | 0,2-0,3 кг  |
| Твердые отходы    | 1200-1500 кг       | 0,05 — 0,1  |
| Отработанная вода | 0,3-0,5 м3         | -           |

Применение технологий литья по газифицируемым моделям — важный шаг в области охраны окружающей среды. ЛГМ-технологии активно применяются во всем мире.
В традиционном литейном производстве основной источник токсичных веществ, выделяемых в атмосферу, — это связующие материалы и синтетические смолы, используемые при изготовлении стержней и форм. При заливке, вредные вещества выделяются в воздух производственного помещения, и его очистка представляется довольно сложным мероприятием. При ЛГМ-процессе модель для отливки создается из пенополистирола. В процессе выжигания полистирол полностью разлагается на газообразные составляющие. Опоки с моделями для заливки подключены к вакуумной системе, поэтому все вредные газы поступают сразу в систему очистки, практически не попадая в помещения.
Литьё по газифицируемым моделям относится к малоотходному производству. Формованный песок тщательно просевается, подается элеваторами в охладитель, после чего возвращается на формовку. При этом удаляются вредные газы и пыль. Антиприграрные покрытия на водных связующих практически не загрязняют песок и легко отделяются при просеивании и в системе охлаждения. Один-два раза в год песок очищают методом терморегенерации. Для удаления пыли на производствах используются аспирационные установки и циклоны с высокой степенью очистки. Многократное использование песка позволяет добиться минимальных потерь — всего 0,5-1 % (пыль кварцевого песка, остатки краски).
На комплексах литья по газифицируемым моделям используется оборотное водоснабжение плавильных печей. Используемое тепло не утилизируется. Оно используется для обогрева производственных помещений, а также подается в помещения для сушки и хранения полистирольных моделей. Это позволяет значительно снизить внешнее водопотребление и слив отработанной воды в канализацию, а также минимизировать потребление электрической или тепловой энергии, требуемой для обогрева. Это скорее относится к косвенной защите окружающей среды. Водоснабжение не сильно влияет на экологичность производства, но снижение потребления энергии от внешних источников снижает вред, наносимый природе котельными или электростанциями.

## Формовка
Во всей технологической цепочке литья по газифицируемым моделям формовка является одним из важнейших факторов для получения точных отливок высокого качества. Формовка — заполнение опоки с полистирольными моделями песком. С этим связаны две сложности. Первая — заполнить песком все свободное пространство в опоке, все полости и каналы моделей. Если этого не сделать, то металл при заливке прорвется через стенку пригарного покрытия и уйдет в песок. 
Вторая сложность — формовка деталей с тонкими стенками. Слишком сильное или неравномерное воздействие песком может повредить деталь.
Упрощённый алгоритм формовки выглядит так:
1. засыпка песчаной подушки на дно опоки
2. уплотнение песчаной подушки
3. установка модели или куста
4. послойная засыпка и уплотнение